# Rivadavia (Mendoza)
Rivadavia is een plaats in het Argentijnse bestuurlijke gebied Rivadavia in de provincie Mendoza. De plaats telt 52.567 inwoners.